# Старий Калкаїв
Старий Калкаїв — село в Україні, в Оболонській сільській громаді Кременчуцького району Полтавської області. Населення становить 179 осіб. 

## Географія
Село Старий Калкаїв розташоване на лівому березі річки Сула, вище за течією на відстані 1,5 км розташоване село Наріжжя, нижче за течією на відстані 3 км розташоване село Гаївка, на протилежному березі — село Тарасівка. Річка в цьому місці звивиста, утворює лимани, стариці та заболочені озера.

## Історія
Поселення виникло не пізніше XVII ст. на острові на р. Сула та на лівому березі Сули. Мало назву Калкаїв. На початку XVIII ст. в час, коли лубенським полковником був Дмитро Зеленський, частина жителів Калкаєва заснували неподалік слобідку Наріжжя.
У 1720-х рр. в Калкаєві було близько 10 дворів і село належало Лукомській сотні.
У 1747 р. за ревізією Лубенського полку в Калкаєві — 28 козачих дворів, у яких було 49 хат; 3 домогосподарства козачих підсусідків, 3 — різночинців, 7 хат посполитих (у 3-х дворах та без дворів) та 1 двір інших власників. У 1-й половині XVIII заснована слобідка Жостір, з якої наприкінці XVIII ст. розрослось с. Новий Калкаїв, поселенці якого — вихідці з Калкаєва. А Калкаїв з того часу став називатися Старий Калкаїв.

## Населення

### Мова
Розподіл населення за рідною мовою за даними перепису 2001 року:
| Мова       | Кількість | Відсоток |
| ---------- | --------- | -------- |
| українська | 177       | 98.88%   |
| російська  | 2         | 1.12%    |
| Усього     | 179       | 100%     |

## Політика

### Парламентські вибори, 2019
На позачергових парламентських виборах 2019 року у селі функціонувала окрема виборча дільниця № 530826, розташована у приміщенні клубу.
Результати
- зареєстровано 74 виборці, явка 68,92%, найбільше голосів віддано за Радикальну партію Олега Ляшка — 25,00%, за «Слугу народу» — 22,92%, за Всеукраїнське об'єднання «Батьківщина» — 16,67%.[2] В одномандатному окрузі найбільше голосів отримав Олексій Баганець (Всеукраїнське об'єднання «Батьківщина») — 28,57%, за Ігоря Лінчевського (самовисування) — 18,37%, за Фахраддіна Мухтарова (самовисування) — 16,33%[3].

## Пам'ятки
- Меморіальний комплекс[d]: Братська могила воїнів. Пам'ятний знак полеглим воїнам-односельчанам;

## Персоналії
- Божинський-Божко Микола Васильович (1895, Калкаїв — 1918) — герой Крут.
- Пустовойтов Володимир Сергійович (1948) — народний депутат України 3-го скликання.
- Загорій Володимир Антонович (1951, Старий Калкаїв) — український науковець, підприємець і благодійник.